# Ichirō Ogimura

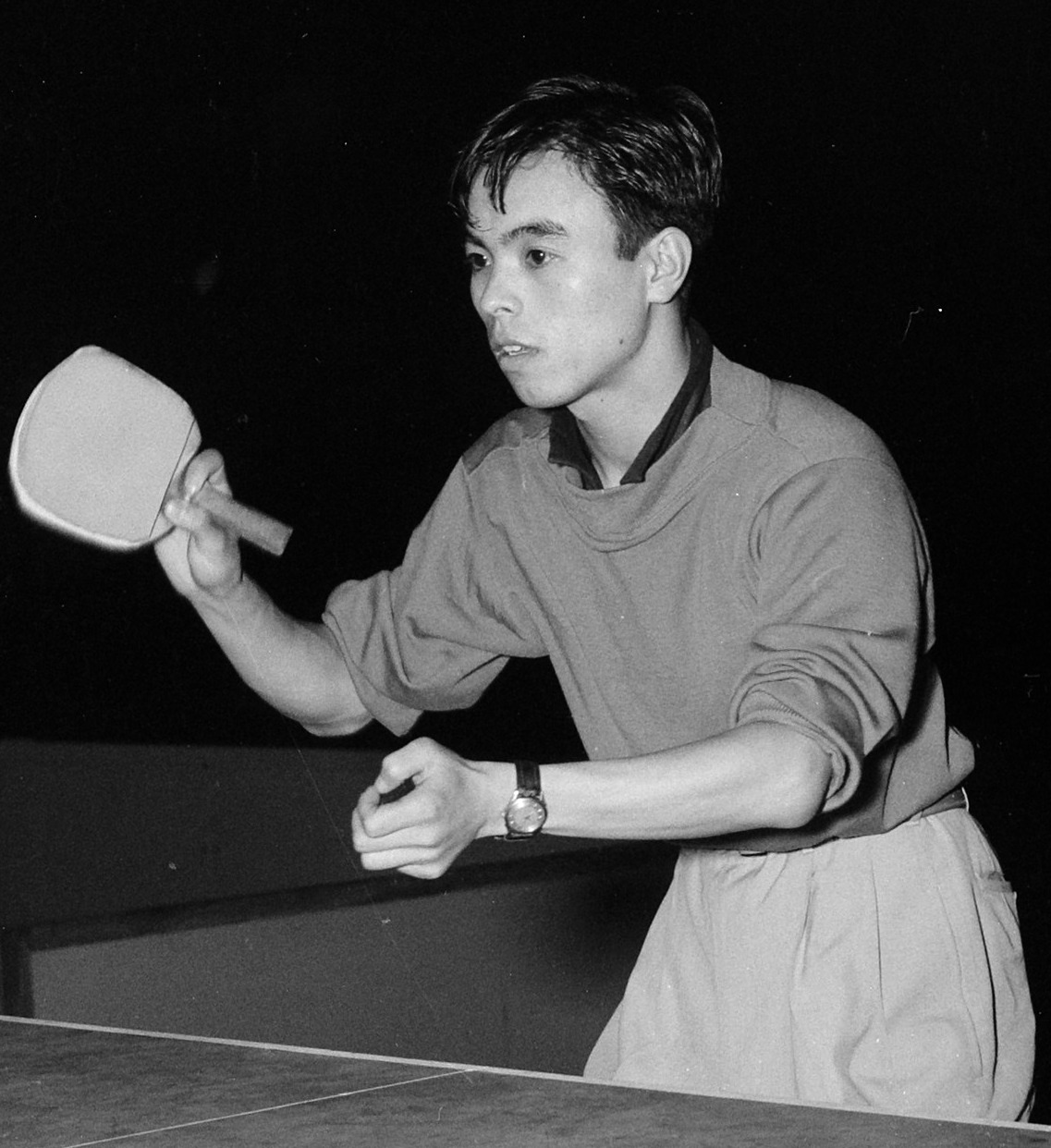
Ichiro Ogimura, 1955

Ichirō Ogimura (jap. 荻村 伊智朗, Ogimura Ichirō; * 25. Juni 1932 in Itō; † 5. Dezember 1994 in Tokio) war ein japanischer Tischtennisspieler und Präsident des Weltverbandes ITTF. In den 1950er Jahren wurde er mehrmals Tischtennisweltmeister.
Andere Quellen geben als Todestag den 4. Dezember 1994 an.

## Tischtennisspieler
Ichirō Ogimura begann erst als 16-Jähriger mit dem Tischtennisspielen. 1953 wurde er Japanischer Meister. Zwischen 1954 und 1965 nahm er an allen acht Weltmeisterschaften teil. Dabei wurde er 12-mal Weltmeister, je zweimal im Einzel und Herrendoppel, dreimal im Mixed und fünfmal mit der japanischen Mannschaft:
- WM 1954 in London: Titel im Einzel und mit dem Team, Halbfinale im Doppel (mit Yoshio Tomita)
- WM 1955 in Utrecht: Titel mit dem Team, Halbfinale im Doppel (mit Yoshio Tomita)
- WM 1956 in Tokio: Titel im Einzel, Doppel (mit Yoshio Tomita) und mit dem Team
- WM 1957 in Stockholm: Titel im Mixed (mit Fujie Eguchi) und mit dem Team, Vizeweltmeister im Einzel und Doppel (mit Toshiaki Tanaka)
- WM 1959 in Dortmund: Titel im Doppel (mit Teruo Murakami), Mixed (mit Fujie Eguchi) und mit dem Team, Halbfinale im Einzel
- WM 1961 in Peking: Titel im Mixed (mit Kimiyo Matsuzaki), Vizeweltmeisterschaft mit dem Team
- WM 1963 in Prag: Vizeweltmeisterschaft mit dem Team
- WM 1965 in Ljubljana: Vizeweltmeisterschaft mit dem Team

Ende der 1950er-Jahre wurde er Nationaltrainer von Schweden.

## Funktionär
Nach dem Ende seiner aktiven Laufbahn baute Ichirō Ogimura eine Import-/Export-Firma auf. Er wurde Vizepräsident des japanischen Tischtennisverbandes.
Beim ITTF-Kongress während der WM 1987 in Neu-Delhi wurde er zum ITTF-Präsidenten gewählt, nachdem er bereits acht Jahre lang Vizepräsident war. Er löste Roy Evans ab und war der dritte ITTF-Präsident. Dieses Amt hatte er bis zu seinem Ableben 1994 inne.
1997 wurde er in die ITTF Hall of Fame aufgenommen.

## Privat
Ichirō Ogimuras Mutter betrieb eine Tischtennis-Schule in Japan. Ogimura arbeitete in der Textilbranche. Er war seit 1959 verheiratet und hatte drei Kinder. Er starb in einem Krankenhaus von Tokio an Lungenkrebs.

## Turnierergebnisse
| Verband | Veranstaltung           | Jahr | Ort       | Land | Einzel        | Doppel        | Mixed         | Team |
| ------- | ----------------------- | ---- | --------- | ---- | ------------- | ------------- | ------------- | ---- |
| JPN     | Asienmeisterschaft TTFA | 1960 | Bombay    | IND  | Gold          | Gold          | Gold          | 1    |
| JPN     | Asienmeisterschaft TTFA | 1953 | Tokio     | JPN  | letzte 16     |               |               | 1    |
| JPN     | Asienspiele             | 1962 | Jakarta   | INA  | Silber        | Silber        | Gold          | 1    |
| JPN     | Asienspiele             | 1958 | Tokio     | JPN  | Halbfinale    |               | Gold          | 2    |
| JPN     | Weltmeisterschaft       | 1965 | Ljubljana | YUG  | letzte 32     | Viertelfinale | letzte 64     | 2    |
| JPN     | Weltmeisterschaft       | 1963 | Prag      | TCH  | Viertelfinale | letzte 32     | letzte 16     | 2    |
| JPN     | Weltmeisterschaft       | 1961 | Peking    | CHN  | Viertelfinale | Viertelfinale | Gold          | 2    |
| JPN     | Weltmeisterschaft       | 1959 | Dortmund  | FRG  | Halbfinale    | Gold          | Gold          | 1    |
| JPN     | Weltmeisterschaft       | 1957 | Stockholm | SWE  | Silber        | Silber        | Gold          | 1    |
| JPN     | Weltmeisterschaft       | 1956 | Tokio     | JPN  | Gold          | Gold          | Viertelfinale | 1    |
| JPN     | Weltmeisterschaft       | 1955 | Utrecht   | NED  | letzte 16     | Halbfinale    | Viertelfinale | 1    |
| JPN     | Weltmeisterschaft       | 1954 | Wembley   | ENG  | Gold          | Halbfinale    | letzte 16     | 1    |

## Philatelie
Die Post in Cluj-Napoca Rumänien verwendete am 4. Februar 1995 einen Sonderstempel mit dem Bild von Ichirō Ogimura und dem Text "TABLE TENNIS FAMOUS CHAMPION 1932-1994".